# Hydrangea hypoglauca
Hydrangea hypoglauca es una especie de arbusto perteneciente a la familia Hydrangeaceae. Es originaria de China.  

## Descripción
Son arbustos que alcanzan hasta los 1-3 metros de altura. Las ramillas son de color marrón rojizo, glabras o escasamente pilosas y densaa cuando son jóvenes; la corteza se fragmenta cuando envejece. La hoja tiene un pecíolo delgado de 1.5-3 cm de largo; las láminas foliares son abaxialmente de color blanco grisáceo, ovadas u oblongo - ovadas u oblongo - obovadas de 7-12 cm × 2.8-6.5, papiráceas, serrulado el margen y el ápice acuminado. Las inflorescencias se producen en cimas corimbosas de 10-14 cm de ancho. El fruto es una cápsula ovoide- globosa de 3 mm de diámetro con semillas de color marrón, fusiformes, con alas en ambos extremos.

## Distribución y hábitat
Se encuentra en los bosques en las laderas de montaña y en los matorrales en valles o en laderas de las montañas a una altitud de  200-4000 metros en Guizhou, Hubei, Hunan, Shaanxi, Sichuan y Yunnan.

## Taxonomía
Hydrangea hypoglauca fue descrita formalmente por Alfred Rehder  y publicado en Plantae Wilsonianae 1(1): 26, en el año 1911.
Etimología
Hydrangea: nombre genérico que deriva de las palabras griegas:  (ὕδωρ hydra) que significa "agua" y  ἄγγος (gea) que significa "florero"  o "vasos de agua" en referencia a la característica forma de sus cápsulas en forma de copa.
hypoglauca: epíteto latíno que significa "poco glauco"
Sinonimia
- Hydrangea bretschneideri var. giraldii (Diels) Rehder
- Hydrangea giraldii Diels
- Hydrangea hypoglauca var. giraldii (Diels) C.F.Wei
- Hydrangea hypoglauca var. obovata Chun[1]